# Porto Formoso
Porto Formoso é uma freguesia portuguesa do município da Ribeira Grande, na ilha de São Miguel, Região Autónoma dos Açores, com 11,46 km² de área e 1096 habitantes (censo de 2021). A sua densidade populacional é 95,6 hab./km².
Com lugares desta freguesia foi criada pelo Decreto Regional n.º 27/80/A, de 18 de setembro, a freguesia de São Brás (Ribeira Grande),

## Demografia
A população registada nos censos foi:
| Distribuição da População por Grupos Etários | Distribuição da População por Grupos Etários | Distribuição da População por Grupos Etários | Distribuição da População por Grupos Etários | Distribuição da População por Grupos Etários |
| -------------------------------------------- | -------------------------------------------- | -------------------------------------------- | -------------------------------------------- | -------------------------------------------- |
| Ano                                          | 0-14 Anos                                    | 15-24 Anos                                   | 25-64 Anos                                   | > 65 Anos                                    |
| 2001                                         | 278                                          | 258                                          | 565                                          | 166                                          |
| 2011                                         | 259                                          | 175                                          | 675                                          | 156                                          |
| 2021                                         | 149                                          | 155                                          | 614                                          | 178                                          |

## Galeria
Atualmente a freguesia do Porto Formoso é alvo de grandes transformações na sua paisagem. O Governo Regional dos Açores patrocinou uma obra que alterou o modo como se apresentava o Porto de Pescas em areia, e um dos mais curiosos dentro do seu género Região Autónoma dos Açores. A Praia dos Moinhos também foi alvo de alterações, tendo-lhe sido acrescentado balneários de arquitetura vanguardista, por força de uma obra efetuada pela Câmara Municipal da Ribeira Grande.

Praia dos Moinhos, Porto Formoso.
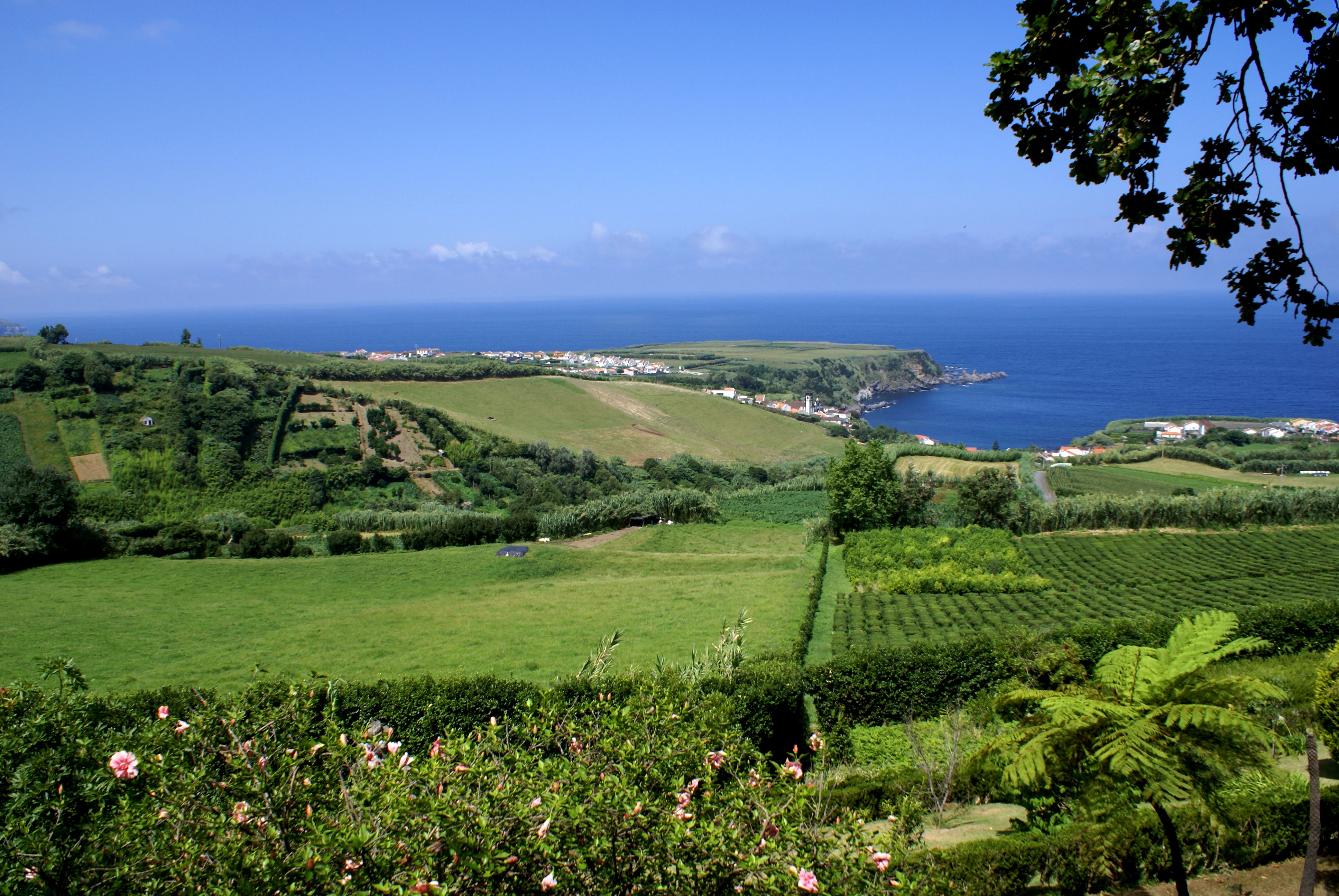
Porto Formoso na paisagem, foto tirada da Fabrica de Chá do Porto Formoso.
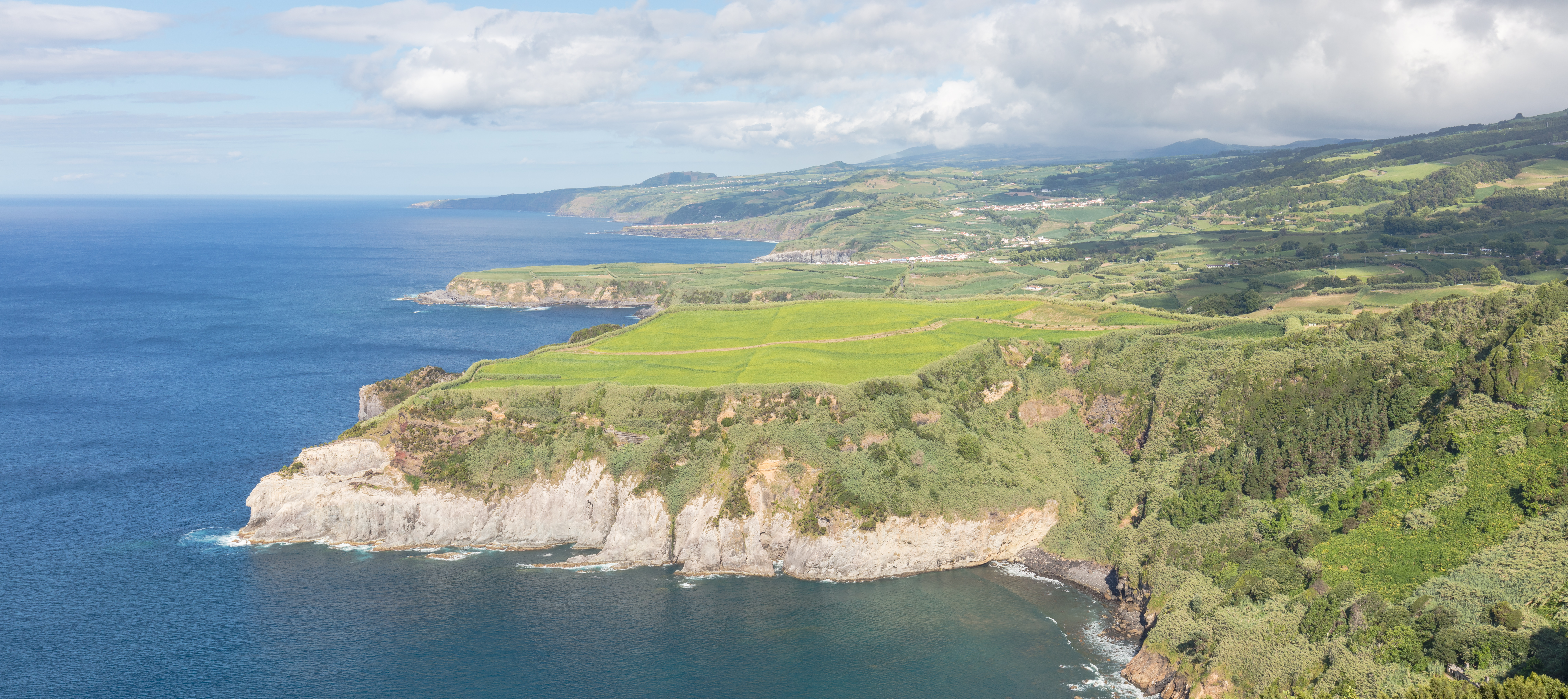
Litoral de Porto Formoso.
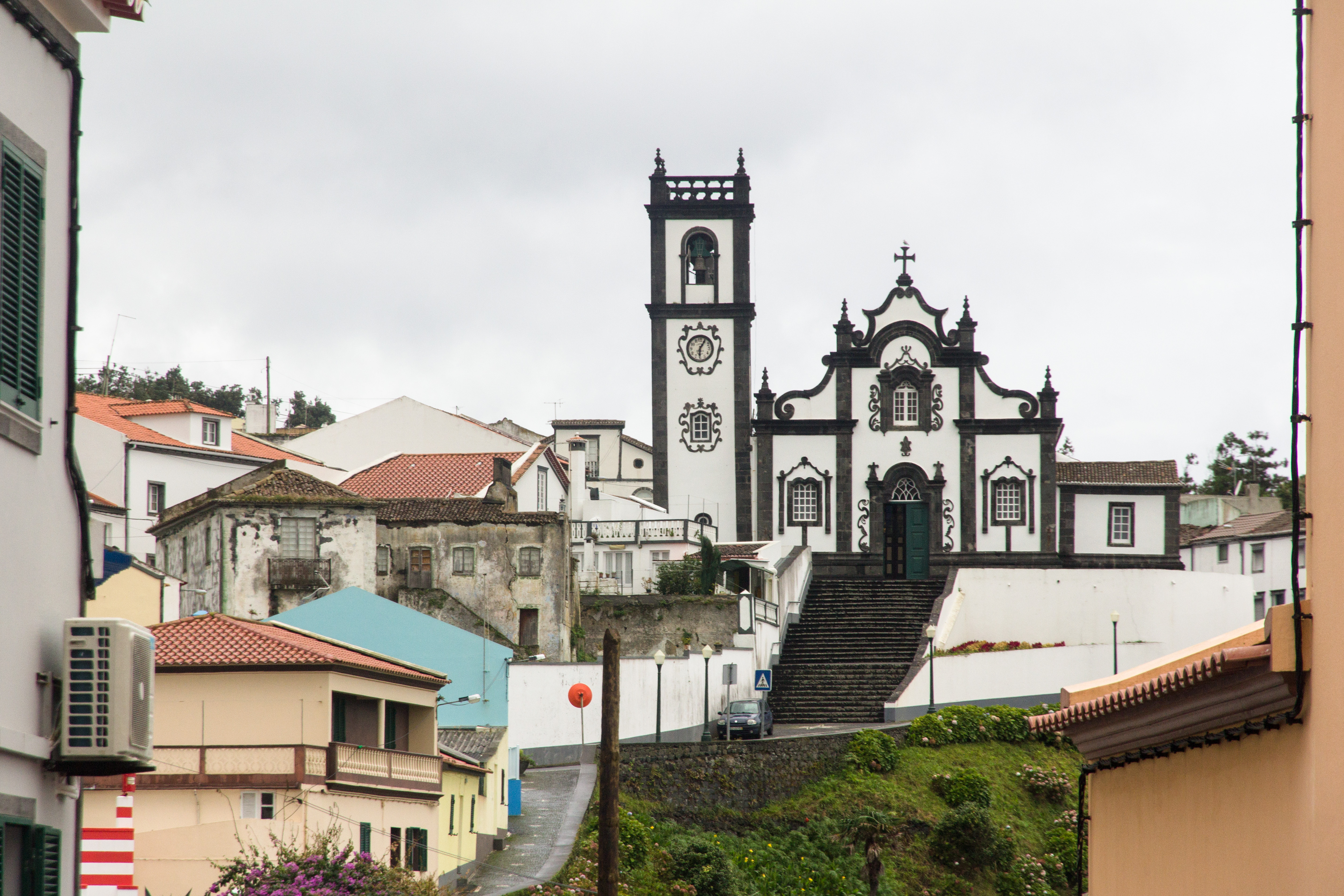
Igreja da Nossa Senhora da Graça, Porto Formoso.